# Predrag Pašić
Predrag Pašić (ur. 18 października 1958 w Sarajewie) – bośniacki piłkarz grający na pozycji bocznego pomocnika.

## Kariera klubowa
Karierę piłkarską Pašić rozpoczął w klubie FK Sarajevo. W sezonie 1975/1976 zadebiutował w jego barwach w pierwszej lidze jugosłowiańskiej, a od sezonu 1978/1979 był podstawowym zawodnikiem zespołu. W FK Sarajevo grał przez 10 sezonów, a swój największy sukces z tym klubem osiągnął w 1985 roku, gdy wywalczył mistrzostwo Jugosławii. W FK Sarajevo rozegrał 203 mecze ligowe i zdobył 44 gole.
Jesienią 1985 roku Pašić przeszedł do niemieckiego VfB Stuttgart. 5 października 1985 zadebiutował w niemieckiej Bundeslidze w wygranym 5:0 domowym meczu z Fortuną Düsseldorf. W 1986 roku wystąpił w przegranym 2:5 finale Pucharu RFN z Bayernem Monachium. W 1987 roku zakończył karierę piłkarską. W Bundeslidze rozegrał 46 spotkań i strzelił 7 bramek.
| Sezon   | Klub          | Kraj       | Rozgrywki             | Mecze | Bramki |
| ------- | ------------- | ---------- | --------------------- | ----- | ------ |
| 1975/76 | FK Sarajevo   | Jugosławia | Prva liga Jugoslavije | 4     | 0      |
| 1976/77 | FK Sarajevo   | Jugosławia | Prva liga Jugoslavije | 1     | 0      |
| 1977/78 | FK Sarajevo   | Jugosławia | Prva liga Jugoslavije | 11    | 0      |
| 1978/79 | FK Sarajevo   | Jugosławia | Prva liga Jugoslavije | 27    | 5      |
| 1979/80 | FK Sarajevo   | Jugosławia | Prva liga Jugoslavije | 33    | 7      |
| 1980/81 | FK Sarajevo   | Jugosławia | Prva liga Jugoslavije | 28    | 5      |
| 1981/82 | FK Sarajevo   | Jugosławia | Prva liga Jugoslavije | 31    | 12     |
| 1982/83 | FK Sarajevo   | Jugosławia | Prva liga Jugoslavije | 12    | 1      |
| 1983/84 | FK Sarajevo   | Jugosławia | Prva liga Jugoslavije | 16    | 6      |
| 1984/85 | FK Sarajevo   | Jugosławia | Prva liga Jugoslavije | 33    | 9      |
| 1985/86 | FK Sarajevo   | Jugosławia | Prva liga Jugoslavije | 7     | 1      |
| 1985/86 | VfB Stuttgart | RFN        | Bundesliga            | 22    | 5      |
| 1986/87 | VfB Stuttgart | RFN        | Bundesliga            | 24    | 2      |

## Kariera reprezentacyjna
W reprezentacji Jugosławii Pašić zadebiutował 25 marca 1981 roku w wygranym 2:1 towarzyskim meczu z Bułgarią. W 1982 roku został powołany przez selekcjonera Miljana Miljanicia do kadry na Mistrzostwa Świata w Hiszpanii, gdzie był rezerwowym i nie wystąpił w żadnym spotkaniu. Od 1981 do 1985 roku rozegrał w kadrze narodowej 10 meczów i zdobył jednego gola.